# Јован Стефановић Виловски
Јован Стефановић Виловски (Црепаја, 24. јун 1821 — Беч, 25. март 1902) био је официр, војни историчар и први српски хидролог. Виловски је био члан више научних друштава.

## Биографија
Јован је рођен у Црепаји, у Банату, тада у Војној граници, 1821. године. Родитељи су му били: Дамјан Стефановић граничарски наредник и Марија Поповић родом из Борче. Остао је без мајке у трећој години живота, а без оца - у 13-ој години. Чим је муком завршио српску и немачку школу, пријавио се код фелдмаршаллајтанта Михаљевића. Измолио је да буде примљен - премештен у његову 59. регулашку регименту, као кадет 1839. године. Прве године војничке службе, бавио се као члан комисије, инжињерским проучавањима мерењима по граду Темишвару. Са региментом се премештао по царевини, док 1842. године није упознао у Прагу и побратимио се са познатим књижевником Љубомиром Ненадовићем. После положеног испита у Грацу 1847. године ушао је у генералски штаб у Бечу. За време Мађарске буне активни је учесник српског покрета, истакао се у много битака, нарочито код места Вилова у Бачкој. Након тог рата (1850) служио је као капетан у Пешачкој регименти војводе Велингтона, број 72, стациониран у Брегенцу. Године 1853. је милошћу царевом и по статуту Леополдовог ордена III степена, произведен у аустријско витештво са предикатом От Вилова. Био је носилац и часног крста за заслуге и почасни члан друштва маршала Радецког.
Оженио је 1850. године трговачку кћерку Милицу Тамбурић из Панчева. Исте године је у Панчеву објављена њима -младенцима у част ода, од непознатог песника. Бавио се 1850. године у Брегенцу (Форалберг) одакле се јавља као пренумерант једне књиге. Његов син Тодор (1854–1921) био је политичар, новинар и књижевник. У Бечу је био председник студентског удружења "Зора", уредник часописа "Српске Зоре" и "Словенског алманаха". У Србији је био секретар Министарство спољних послова (1885), Шеф српског Пресбироа, начелник Поштанско-телеграфског одељења Министарства народне привреде (1898). Писао је штиво о прошлости Београда.
Био је генералштабни мајор у аустријској војсци. У покрету 1848. учествовао је на страни патријарха Јосифа Рајачића. Борио се код Солферина 1859. године у чину мајора. Пензионисан је 1864. године због срчаних проблема, и затим се пасионирано бавио хидрологијом. Породица се преселила из Земуна у Беч 1865. године. На основу својих студија, предсказао је поплаву Тисе и страдање Сегедина 1879. године. Написао је око 60 расправа и чланака, углавном о мелиорацији и регулацији Тисе и Дунава.
Оставио је у рукопису опсежне мемоаре.

## Дело
Осмислио је стратегију заштите од поплавних вода, након катастрофе из 1871. године. Покушао је преко Светозара Милетића да га преточи у закон, у Угарском сабору. Држао је о тој проблематици предавање на Географском институту у Бечу 1874. године. Саставио је своје "водомерне таблице" 1876. године, за прогнозу водостаја тока Дунава.
Објавио је 1879. године књигу "Казаново стење". Објавио је 1881. године у часопису "Отаџбина", своју студију о ветру Кошави. Појавила се 1883. године његова књига "Регулисане реке у Угарској". Библиографија стручних и научних радова Јована Стефановића Виловског посвећених водама у Панонској низији садржи 60 јединица, што сведочи о његовом богатом раду у овој области. За свој рад 1886. (или 1881?) године добија медаљу Међународне географске изложбе, одржане те године у Венецији.
Његово историјско-мемоарско дело Из живота једног ц.к. официра... (Земун, 1863), писано предвуковском азбуком, послужило је као један од извора за „Речник српскохрватског књижевног и народног језика“ у издању САНУ. Своје дело „Успомене“ завештао је Матици српској. Интензивно се годинама бавио публицистиком, пишући занимљиве дописе у разним српским и страним листовима.
Био је Јован Стефановић "витез" от Виловски, власник и издавач само прве свеске часописа "Србадија", који је излазио у Бечу од 1874. године. Убрзо је власништво над листом препустио публицисти Стевану Ћурчићу.
У више мандата био је председник Српске црквене општине, а 1873. дочекао је црногорског књаза Николу Првог са родољубивом беседом. Умро је у Бечу 1902. године.